# Ocrepeira
Ocrepeira Marx, 1883 è un genere di ragni appartenente alla famiglia Araneidae.

## Etimologia
Il nome deriva dal greco ὄκρις, òcris, nel significato di punta, protuberanza, ruvidità e dal nome dell'ex-genere Epeira, a sua volta proveniente dal greco ἑπί, epì, cioè sopra e εῖρειν, èirein, cioè intrecciare, a causa della cospicua protuberanza che ha sull'opistosoma.

## Distribuzione
Le 66 specie oggi note di questo genere sono state rinvenute in molteplici località delle Americhe.

## Tassonomia
Questa denominazione è stata implicitamente rivalutata come valida a seguito di un lavoro di Levi del 1992; nell'anno successivo, il 1993, Levi ne rimosse la sinonimia con Wixia O. P.-Cambridge, 1882 e, nel contempo, anche la sinonimia posteriore di Amamra O. P.-Cambridge, 1889.
A dicembre 2011, si compone di 66 specie:
1. Ocrepeira abiseo Levi, 1993 — Perù
2. Ocrepeira albopunctata (Taczanowski, 1879) — Perù, Brasile, Guyana, Guyana Francese
3. Ocrepeira anta Levi, 1993 — Colombia
4. Ocrepeira aragua Levi, 1993 — Venezuela
5. Ocrepeira arturi Levi, 1993 — Panama
6. Ocrepeira atuncela Levi, 1993 — Colombia
7. Ocrepeira barbara Levi, 1993 — Perù
8. Ocrepeira bispinosa (Mello-Leitão, 1945) — Brasile
9. Ocrepeira branta Levi, 1993 — Giamaica
10. Ocrepeira camaca Levi, 1993 — Brasile
11. Ocrepeira comaina Levi, 1993 — Perù
12. Ocrepeira covillei Levi, 1993 — Costa Rica, da Trinidad alla Bolivia
13. Ocrepeira cuy Levi, 1993 — Perù
14. Ocrepeira darlingtoni (Bryant, 1945) — Hispaniola
15. Ocrepeira duocypha (Chamberlin, 1916) — Perù
16. Ocrepeira ectypa (Walckenaer, 1842)[2] — USA
17. Ocrepeira fiebrigi (Dahl, 1906) — Brasile, Paraguay
18. Ocrepeira galianoae Levi, 1993 — Brasile, Argentina
19. Ocrepeira georgia (Levi, 1976) — USA
20. Ocrepeira gima Levi, 1993 — Brasile
21. Ocrepeira globosa (F. O. P.-Cambridge, 1904) — USA, Messico
22. Ocrepeira gnomo (Mello-Leitão, 1943) — Brasile
23. Ocrepeira gulielmi Levi, 1993 — Colombia, Ecuador
24. Ocrepeira heredia Levi, 1993 — Costa Rica
25. Ocrepeira herrera Levi, 1993 — Ecuador, Perù
26. Ocrepeira hirsuta (Mello-Leitão, 1942) — Brasile, Paraguay, Argentina
27. Ocrepeira hondura Levi, 1993 — Costa Rica
28. Ocrepeira incerta (Bryant, 1936) — Cuba
29. Ocrepeira ituango Levi, 1993 — Colombia
30. Ocrepeira jacara Levi, 1993 — Brasile
31. Ocrepeira jamora Levi, 1993 — Ecuador
32. Ocrepeira klossi Levi, 1993 — Brasile
33. Ocrepeira lapeza Levi, 1993 — Colombia
34. Ocrepeira lisei Levi, 1993 — Brasile
35. Ocrepeira lurida (Mello-Leitão, 1943) — Bolivia, Argentina
36. Ocrepeira macaiba Levi, 1993 — Brasile
37. Ocrepeira macintyrei Levi, 1993 — Ecuador
38. Ocrepeira magdalena Levi, 1993 — Colombia
39. Ocrepeira malleri Levi, 1993 — Brasile
40. Ocrepeira maltana Levi, 1993 — Perù
41. Ocrepeira maraca Levi, 1993 — Colombia, Venezuela, Brasile
42. Ocrepeira mastophoroides (Mello-Leitão, 1942) — Argentina
43. Ocrepeira molle Levi, 1993 — Bolivia, Argentina
44. Ocrepeira pedregal Levi, 1993 — Messico, Nicaragua
45. Ocrepeira pinhal Levi, 1993 — Brasile
46. Ocrepeira pista Levi, 1993 — Perù
47. Ocrepeira planada Levi, 1993 — Colombia, Ecuador
48. Ocrepeira potosi Levi, 1993 — Messico
49. Ocrepeira redempta (Gertsch & Mulaik, 1936) — dagli USA all'Honduras
50. Ocrepeira redondo Levi, 1993 — Colombia
51. Ocrepeira rufa (O. P.-Cambridge, 1889) — dal Messico alla Costa Rica
52. Ocrepeira saladito Levi, 1993 — Colombia
53. Ocrepeira serrallesi (Bryant, 1947) — Indie Occidentali
54. Ocrepeira sorota Levi, 1993 — Bolivia
55. Ocrepeira steineri Levi, 1993 — Venezuela
56. Ocrepeira subrufa (F. O. P.-Cambridge, 1904) — dal Messico a Panama
57. Ocrepeira tinajillas Levi, 1993 — Colombia, Ecuador
58. Ocrepeira tumida (Keyserling, 1865) — Colombia, Ecuador
59. Ocrepeira tungurahua Levi, 1993 — Ecuador
60. Ocrepeira valderramai Levi, 1993 — Colombia
61. Ocrepeira venustula (Keyserling, 1879) — dalla Colombia al Cile
62. Ocrepeira verecunda (Keyserling, 1865) — Colombia
63. Ocrepeira viejo Levi, 1993 — dalla Costa Rica al Perù
64. Ocrepeira willisi Levi, 1993 — Panama
65. Ocrepeira yaelae Levi, 1993 — Ecuador
66. Ocrepeira yucatan Levi, 1993 — Messico

### Nomen dubium
- Ocrepeira turrigera (O. P.-Cambridge, 1898); esemplare juvenile, rinvenuto in Messico, trasferito qui dal genere Wixia a seguito di un lavoro dell'aracnologo Levi del 1993[1].